# Ludvig Karl af Slesvig-Holsten-Sønderborg-Franzhagen
Ludvig Karl af Slesvig-Holsten-Sønderborg-Franzhagen  (4. juni 1684 - 11. oktober 1708) var en sønderjysk fyrstelig, der var titulær hertug af Slesvig-Holsten-Sønderborg-Franzhagen fra 1707 til 1708.

## Biografi
Ludvig Karl blev født den 4. juni 1684 i Franzhagen som yngre søn af Christian Adolf af Slesvig-Holsten-Sønderborg i hans ægteskab med Eleonore Charlotte af Sachsen-Lauenburg. Da storebroderen Leopold Christian havde indgået et morganatisk ægteskab, arvede Ludvig Karl dennes godser og titlen som hertug af Slesvig-Holsten-Sønderborg-Franzhagen ved Leopold Christians død i 1707. Ludvig Karl døde dog selv allerede året efter, den 11. oktober 1708 i Franzhagen. Han overlod titlen til sin et-årige søn, Christian Adolf, der imidlertid døde allerede i 1709. Dermed uddøde hans linje, den ældste af Huset Sønderborg.

### Ægteskab og børn
Ludvig Karl giftede sig i 1705 i Ottensen ved Hamborg med Barbara Dorothea von Winterfeld (4. september 1670 – 27. april 1739. De fik to børn:
- Christian Adolf 2. (16. september 1707, Franzhagen - 26. marts 1709, Franzhagen)
- Eleonore Charlotte Christiane (2. september 1706, Billwerder - 9. februar 1708)

## Eksterne links
- Hans den Yngres efterkommere